# Oeil de boeuf

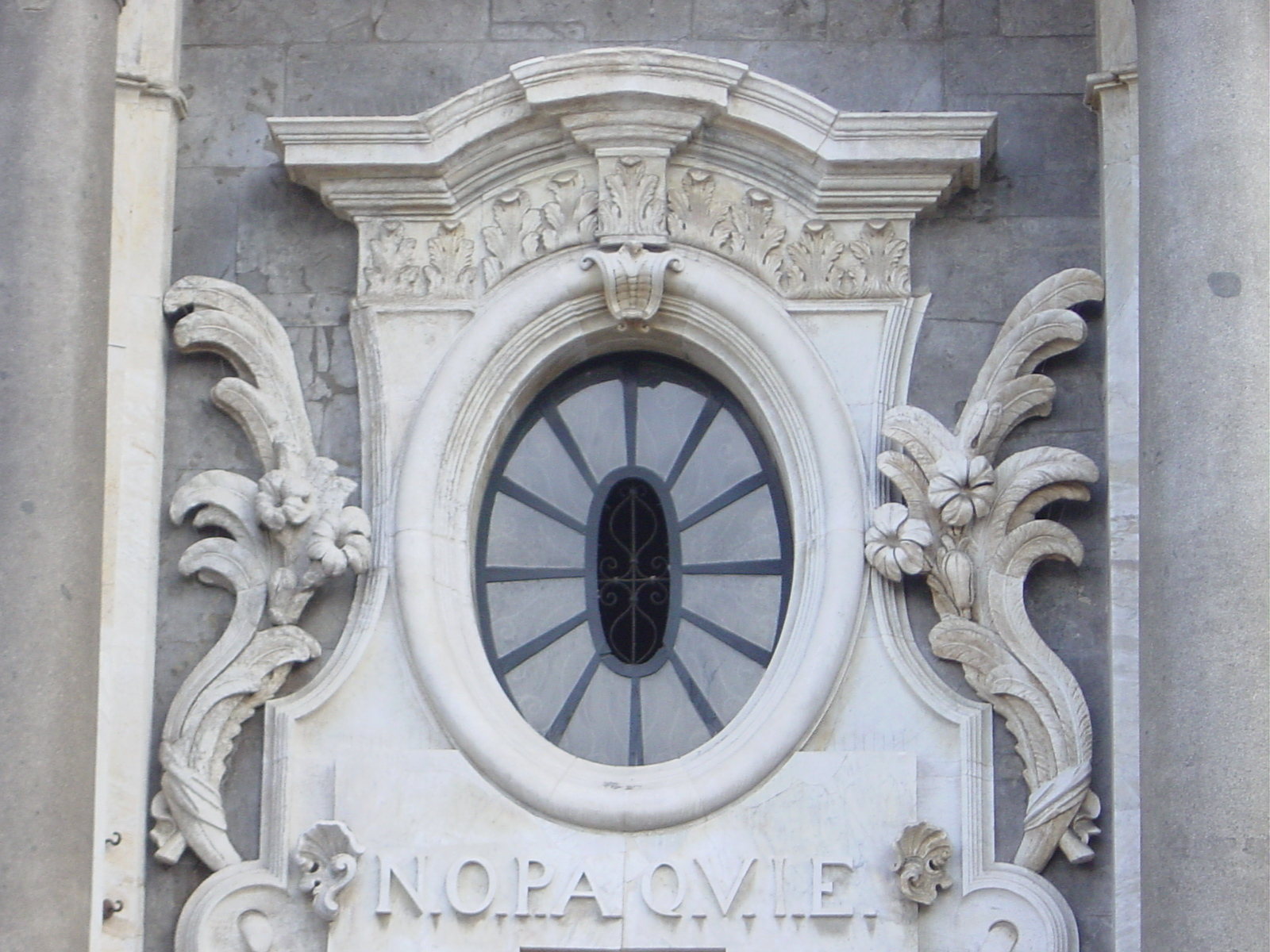
Oeil de boeuf boven een portaal in Catania

Een oeil de boeuf (œil-de-bœuf; "runderoog"), ook oculus genoemd, is een type raam.
Het begrip uit de historische bouwkunde afkomstig is Frans voor koeienoog. Het is een klein rond, ovaal of achthoekig raam in de gevel of het vooraanzicht (fronton) van een gebouw. In 17e-eeuwse (Amsterdamse) grachtenpanden komen deze ramen vaak voor in een zandstenen omlijsting. In het Latijn wordt een oeil de boeuf oculus genoemd.

## Uurwerk
Een oeil de boeuf is ook de naam van een ronde of ovale wandklok in een houten of metalen kast zonder slinger. Dit (oude) type van uurwerk werd vooral populair na de Eerste Wereldoorlog als alternatief voor het veel duurdere en omvangrijkere slingeruurwerk.

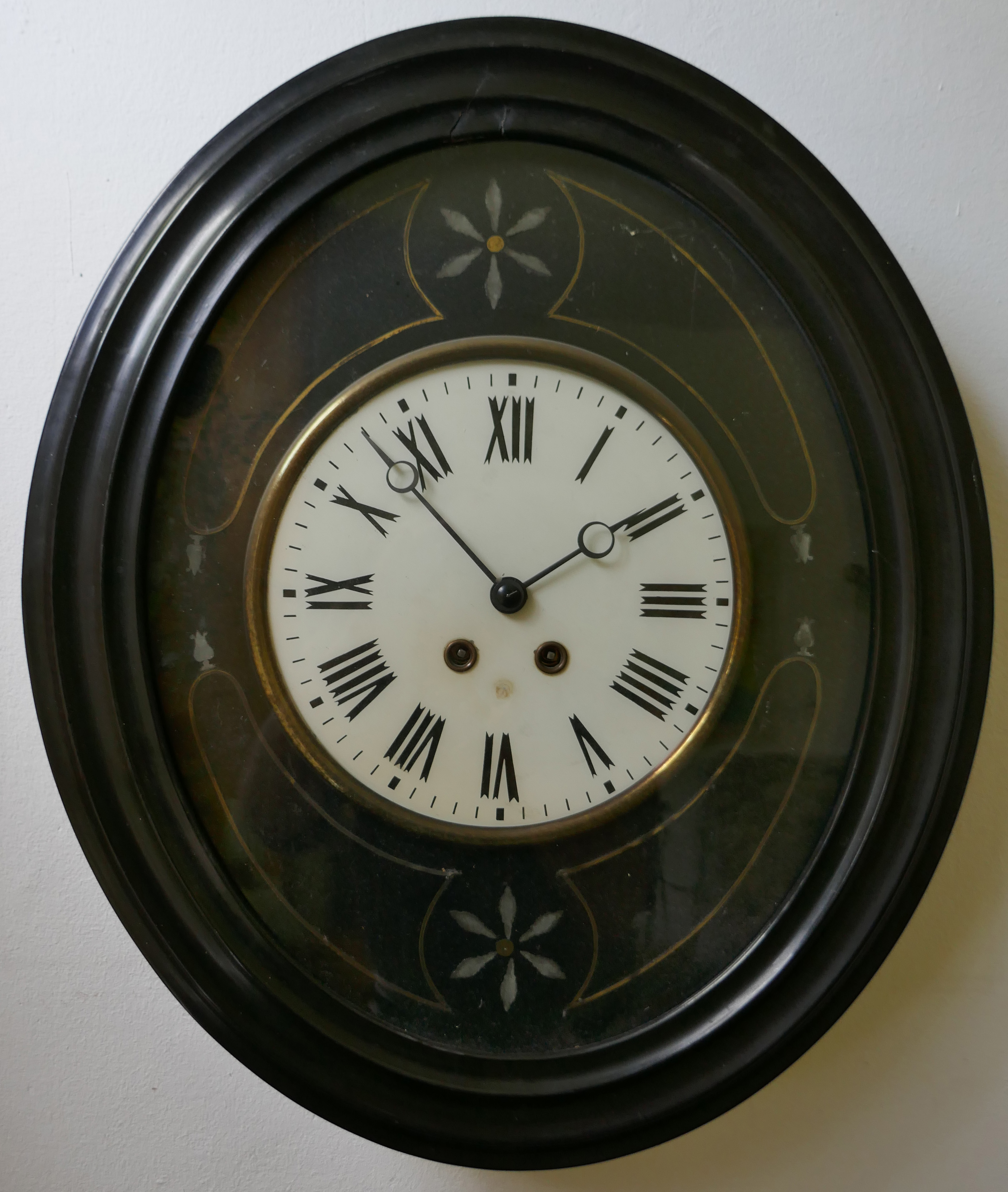